# Prussia Township (Iowa)
Prussia Township est un township, du comté d'Adair en Iowa, aux États-Unis. Il est fondé en 1870.